# Catedral de San Nicolás (České Budějovice)
La Catedral de San Nicolás o simplemente Catedral de České Budějovice (en checo: Katedrála svatého Mikuláše) es una catedral católica ubicada en la ciudad de České Budějovice en la República Checa.
La primera piedra de la iglesia parroquial de České Budějovice fue colocada alrededor de 1265, poco después de la fundación de la ciudad. La iglesia de San Nicolás fue consagrada en 1297, aunque todavía estaba incompleta para ese momento. La terminación del edificio principal se produjo probablemente en algún momento alrededor de mediados del siglo XIV. La iglesia gótica original fue dañada por el fuego y fue reparada entre los años 1513 y 1518. La iglesia fue reconstruida varias veces de manera significativa. Durante el siglo XVI la iglesia adquirió un nuevo campanario en la llamada Torre Negra. En el siglo XVII, se llevó a cabo una reconstrucción y la iglesia adquirió su actual aspecto barroco. La iglesia tiene un diseño de nave triple con interiores del siglo XVIII. En 1785 el interior fue renovado cuando la iglesia fue elevada a una catedral debido a la creación de la diócesis de České Budějovice.
Un cementerio se encuentra junto a la iglesia y ha estaba en uso desde la Edad Media hasta el año 1784, cuando el decreto de José II prohibió los más sepulturas allí. Entre 1969 y 1971 se hicieron ajustes internos en la catedral con el fin de mejorar el espacio litúrgico después de los cambios realizados durante el Concilio Vaticano II.

## Véase también

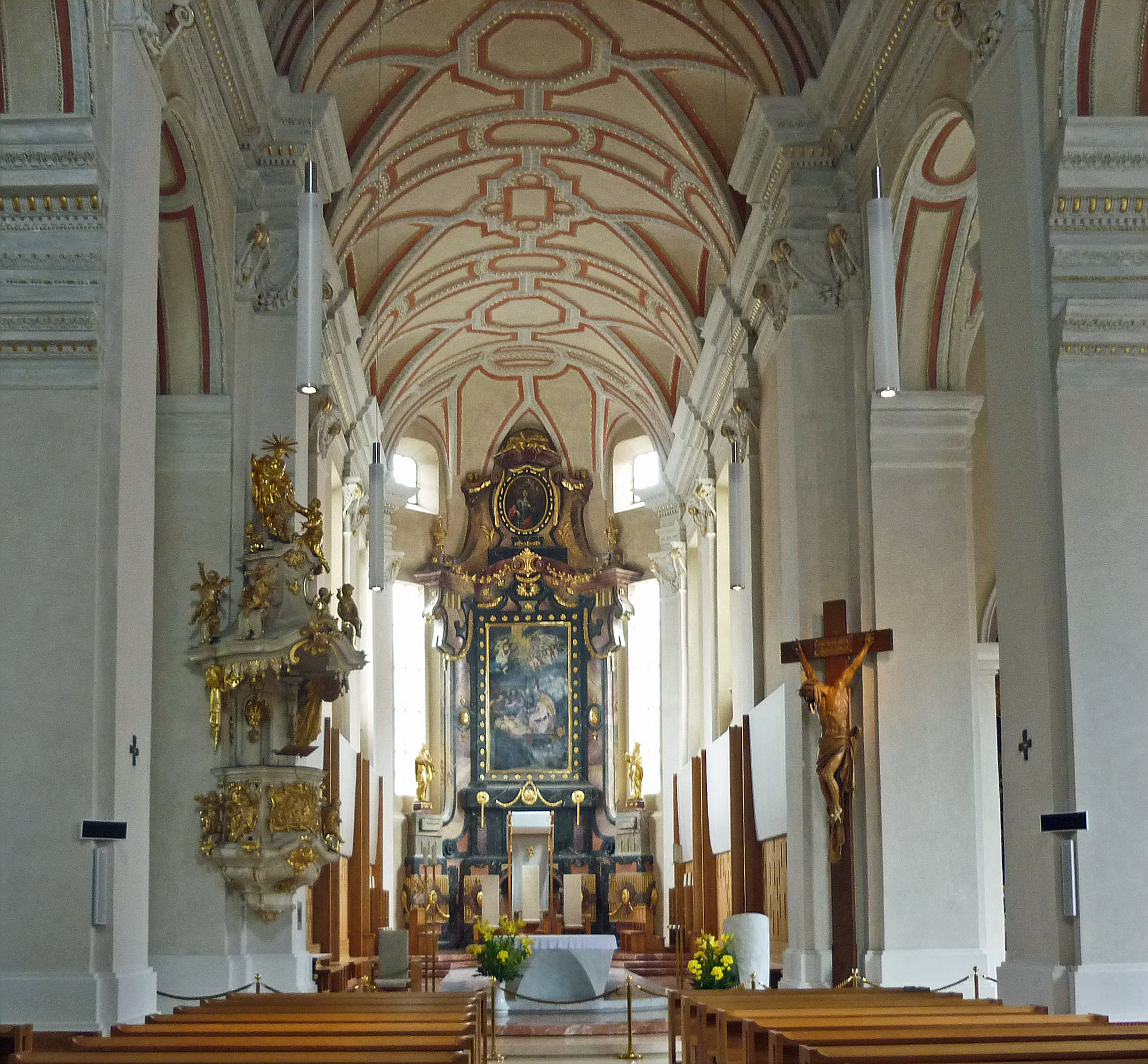
Vista interna